# Плаунок
Плауно́к, или  Селагине́лла (лат. Selaginélla) — единственный род травянистых споровых растений из семейства Плаунковые, или Селагинелловые (Selaginellaceae), отдела Плауновидные (Lycopodiophyta).

## Ботаническое описание
Размеры взрослых растений изменяются от 5—10 см (в умеренном климате) до 2—3 м (в тропиках).
Стебель у больших видов длинный (у вьющихся тропических — около 20 м), тонкий, дорзовентральный, ложно-вильчаторазветвленный, снабжённый ризофорами и несущий мелкие округлые или яйцевидные неодинаковые листья (филлоиды). На стебле у большинства видов можно различить четыре ряда листьев: два ряда мелких спинных и два ряда более крупных боковых. У других видов листья такие же спиральные, как у плаунов. С нижней стороны стебля отходят особые, тонкие бесцветные придатки, которые несут придаточные корни, развивавшиеся в почве.
На верхушке ветвей стебля появляются так называемые «колоски» (стробилы), содержащие плодущие листья (спорофиллоиды), часто иной формы, нежели бесплодные листья. В пазухе листьев находятся округлые микроспорангии со множеством микроспор и мегаспорангии, большей частью с четырьмя мегаспорами. Споры высеиваются и, прорастая, дают зачаточные заростки — мужские (дают микроспоры) и женские (мегаспоры). Селагинелла может также размножаться вегетативно.

## Распространение
Селагинелла распространена по всей земле, за исключением холодных областей. На территории России, это, в большинстве случаев, небольшие травы, растущие дерновинами преимущественно по сырым, тенистым местам, а иногда по сухим, солнечным местам и даже по скалам.

## Значение и использование
Около 25 видов селагинеллы разводят как комнатные растения и в оранжереях в качестве декоративных.
Вид Selaginella moellendorffii в научных исследованиях используется как модельный организм, имеет один из самых коротких геномов среди высших растений (около 100 мегабаз), секвенирован в 2007 году.

## Систематика
По информации базы данных The Plant List (на июль 2016) род включает 376 видов разнообразных форм, большая часть которых произрастает в тропиках: мохообразные, дерновинные, вьющиеся, лазящие.

### Некоторые виды
- Selaginella lepidophylla (Hook. & Grev.) Spring — Плаунок чешуелистный
- Selaginella moellendorffii Hieron. — Плаунок Мёллендорфа
- Selaginella tamariscina (P.Beauv.) Spring — Плаунок тамарисковый